# باتريك بارول
باتريك بارول (2 أكتوبر 1977 بأورليان في فرنسا - ) (بالفرنسية: Patrick Barul)‏ هو لاعب كرة قدم فرنسي في مركز الدفاع. لعب مع نادي تورناي ونادي كان ونادي لانس ونادي نيس.

## وصلات خارجية
- باتريك بارول على موقع رابطة كرة القدم الفرنسية للمحترفين (الإنجليزية)
- باتريك بارول على موقع قاعدة بيانات كرة القدم.إي يو (الإنجليزية)